# HD 4747
HD 4747 är en dubbelstjärna belägen i den södra delen av stjärnbilden Valfisken. Den har en skenbar magnitud av ca 7,15 och kräver åtminstone en handkikare eller ett mindre teleskop för att kunna observeras. Baserat på parallaxmätning inom Hipparcosuppdraget på ca 53,5 mas, beräknas den befinna sig på ett avstånd på ca 61 ljusår (ca 19 parsek) från solen. Den rör sig bort från solen med en heliocentrisk radialhastighet på ca 10 km/s.

## Egenskaper
Primärstjärnan HD 4747 A är en gul till vit stjärna i huvudserien av spektralklass G8 V. Den har en massa som är ca 0,81 solmassor, en radie som är ca 0,79 solradier och har ca 0,45 gånger solens utstrålning av energi från dess fotosfär vid en effektiv temperatur av ca 5 300 K.
HD 4747 är en spektroskopisk dubbelstjärna med låg amplitud, där följeslagaren är en direktobserverad brun dvärg. Karaktären som dubbelstjärna tillkännagavs 2002, baserat på observationer med HIRES-spektrografen vid W.M. Keck Observatory. Fotometri anger att följeslagaren HD 4747 B sannolikt är en brun dvärg av spektraltyp L och kan möjligen vara nära övergången mellan typ L och typ T. En preliminär bedömning av dynamisk massa visade på en massa av 60,2 ± 3,3 gånger Jupiters massa. En uppföljning 2014 tillsammans med ytterligare bilder tagna 2015 bekräftade att följeslagaren har gemensam egenrörelse och även har omloppsrörelse i moturs riktning.